# Уэсан
Уэса́н (фр. Ouessant, брет. Enez Eusa, англ. Ushant) — остров, расположенный в самой западной точке бретонской акватории (т. н. море Ируаз). Размеры 7 км на 4 км, население 863 человека (2009). Юго-восточнее расположена цепь архипелага Молен.
Остров Уэсан известен своими маяками (на нём их 5). Это маяки: Le Créac'h, Nividic, La Jument, Kéréon и Le Stiff. Также на острове имеется музей маяков.
Главный населённый пункт — деревня Лампуль. Основные достопримечательности — маяк Креах (Le Créac'h), один из самых ярких в мире, а также маяк на мысе, который символизирует вход в Ла-Манш.
1 июня 1794 года в Атлантическом океане произошло крупное морское сражение между флотами Великобритании и Франции. Несмотря на то, что расстояние до места сражения составляло примерно 740 км к западу от острова, оно получило название Битва при Уэсане, или Славное первое июня.
Также остров известен тем, что является самой западной точкой метропольной (без заморских территорий) Франции.
От западного побережья континентальной Франции на остров можно добраться на самолёте примерно за 15 минут или на корабле за 2 часа.